# Lousame
Lousame ist eine spanische Gemeinde in der Autonomen Gemeinschaft Galicien. Lousame ist auch eine Stadt und eine Parroquia sowie der Verwaltungssitz der gleichnamigen Gemeinde. Die 3.099 Einwohner (Stand: 2024), leben auf einer Fläche von 93,65 km², 109 km von der Provinzhauptstadt A Coruña entfernt.

## Bevölkerungsentwicklung der Gemeinde
Quelle: INE-Archiv – grafische Aufarbeitung für Wikipedia

## Gemeindegliederung
Die Gemeinde Lousame ist in sieben Parroquias gegliedert:
| Parroquias  | Patrozinium   | Einwohner 2024 | Fläche km² | Dichte Einw./km² | Höhe msnm | Ortskennzahl |
| ----------- | ------------- | -------------- | ---------- | ---------------- | --------- | ------------ |
| Camboño     | San Xoán      | 184            | 8,38       | 22               | 283       | 15042010000  |
| Fruíme      | San Martiño   | 329            | 15,61      | 21               | 207       | 15042020000  |
| Lesende     | San Martiño   | 254            | 8,17       | 31               | 170       | 15042030000  |
| Lousame     | San Xoán      | 1.006          | 19,94      | 50               | 187       | 15042040000  |
| Tállara     | San Pedro     | 865            | 13,68      | 63               | 62        | 15042050000  |
| Toxos Outos | San Xusto     | 164            | 11,86      | 14               | 265       | 15042060000  |
| Vilacova    | Santa Eulalia | 343            | 16,21      | 21               | 192       | 15042070000  |

## Wirtschaft
| Ackerbau, Viehzucht und Fischerei                                                  | 098   | 08,86  |
| Industrie                                                                          | 0228  | 020,61 |
| Bauwirtschaft                                                                      | 0141  | 012,75 |
| Dienstleistungsbetriebe                                                            | 0639  | 057,78 |
| Total                                                                              | 1.106 | 100,00 |
| * Daten aus dem Statistischen Amt für Wirtschaftliche Entwicklung in Galicien, IGE |       |        |

## Geschichte

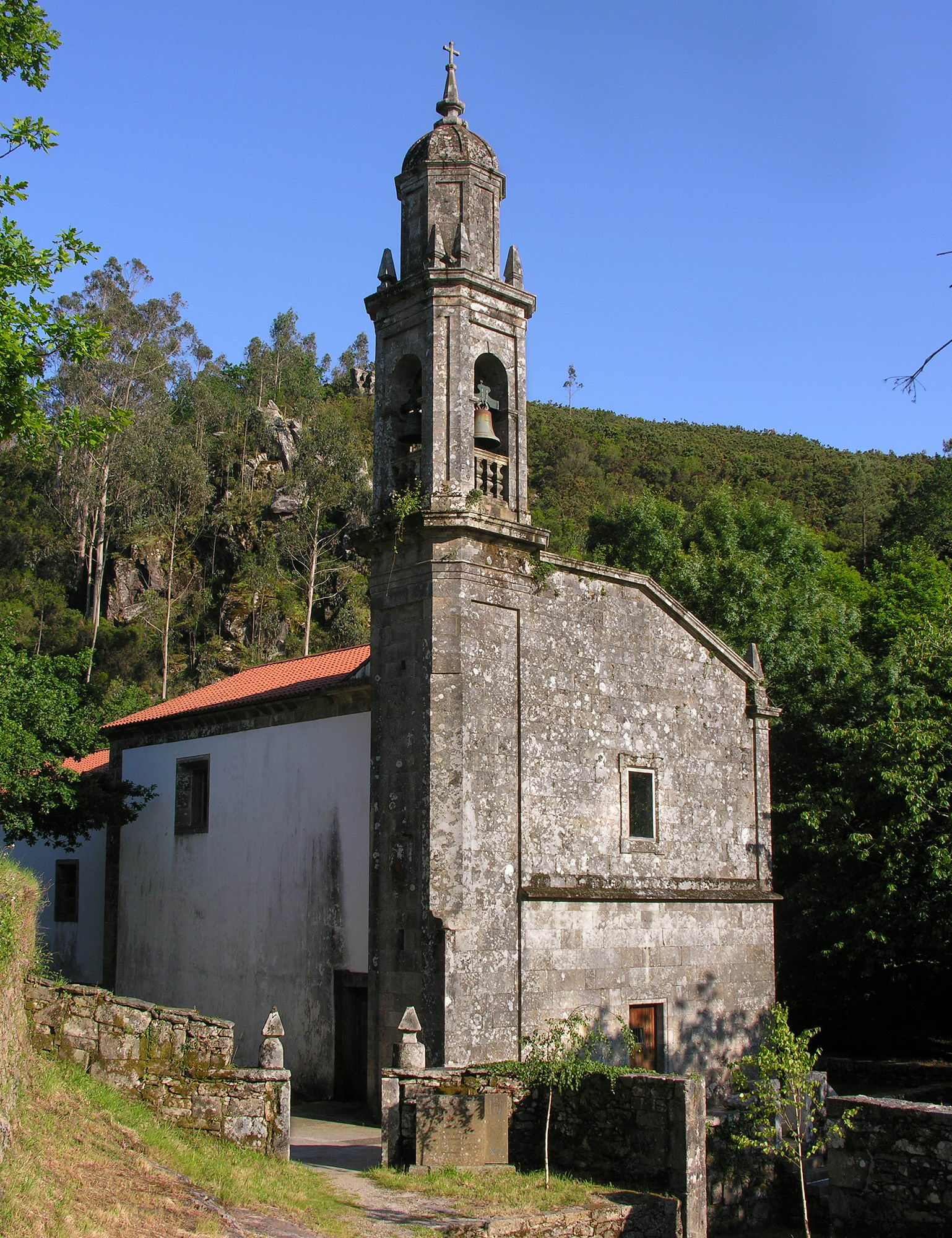
Klosterkirche des Klosters San Xusto

Petroglyphenfunde belegen eine Besiedelung der Region bereits in prähistorischer Zeit. Aus der Castrokultur wurden sieben Forts nachgewiesen, die heute im Wappen der Gemeinde stilisiert sind. Dolmen und Hügelgräber belegen eine anhaltende Besiedelung.
Das Kloster „Mosteiro de Toxos Outos“ wurde am 1. November 1129 als Einsiedelei gegründet, von der noch heute Reste neben der Pfarrkirche „Igrexa de San Xusto“ zu erkennen sind.

## Sehenswürdigkeiten
- Pfarrkirchen der Parroquias bieten einen Einblick in die religiöse Architektur der Region
- Zahlreiche alte Wassermühlen meist unterschlächtig entlang der Flüsse
- Wasserfall von San Xusto
- Ehemaliges Benediktinerkloster San Xusto